# Michael Rosenbaum
Michael Owen Rosenbaum (11. červenec 1972, Oceanside, New York) je americký herec. Asi nejlépe známý je díky roli Lexe Luthora v seriálu Smallville.

## Životopis
Je židovského původu. Vystudoval divadlo a po dokončení se hned začal věnovat herectví. Začínal v televizní reality show. Slávu mu přinesla role Lexe Luthora v seriálu Smallville, za kterou získal cenu Saturn. Hrál například ve filmech Kickin It Old Skool, Prokletí, Dámy nebo nedá mi, Dům naruby a namluvil třeba postavu Roughshoda ve filmu Rychlý Stripes. Během let 2015 až 2016 hrál hlavní roli v seriálu Impastor.

## Filmografie
| Rok       | Název                                         | Role                       | Poznámky                                                                    |
| --------- | --------------------------------------------- | -------------------------- | --------------------------------------------------------------------------- |
| 1997      | The Devil & the Angel                         | ďábel                      |                                                                             |
| 1997      | The Day I Ran Into All My Ex Boyfriends       | Bart                       |                                                                             |
| 1997      | Půlnoc v zahradě dobra a zla                  | George Tucker              |                                                                             |
| 1998      | The Tom Show                                  | Jonathan Summers           | díl: „The Talk“                                                             |
| 1998      | 1999                                          | Brick                      |                                                                             |
| 1998      | The Day I Ran Into All My Ex-Boyfriends       | Bart                       |                                                                             |
| 1998      | Temná legenda                                 | Parker Riley               |                                                                             |
| 1999      | Rocket Power                                  | Sportovní moderátor (hlas) | díl: „Super McVariel 900/Loss of Squid“                                     |
| 1999-2000 | Zoe                                           | Jack Cooper                | hlavní role, 24 dílů                                                        |
| 1999-2001 | Batman budoucnosti                            | Ollie (hlas)               | 6 dílů                                                                      |
| 2000      | The Wild Thornberrys                          | Tom Ravenhearst (hlas)     | díl: „A Shaky Foundation“                                                   |
| 2000      | Eyeball Eddie                                 | Skelley                    | krátkometrážní film                                                         |
| 2000      | Batman Beyond: Return of the Joker            | Ghoul (hlas)               |                                                                             |
| 2000-2004 | Static Shock                                  | Trapper (hlas)             | 5 dílů                                                                      |
| 2001      | Eyeball Eddie                                 | Skeeley                    |                                                                             |
| 2001      | Listopadová romance                           | Brandon/Brandy             |                                                                             |
| 2001      | Rave Macbeth                                  | Marcus                     |                                                                             |
| 2001-2002 | The Zeta Project                              | agent West (hlas)          | 8 dílů                                                                      |
| 2001-2006 | Liga spravedlivých / Justice League Unlimited | Wally West/ Flash (hlas)   | 56 dílů                                                                     |
| 2001-2011 | Smallville                                    | Lex Luthor                 | hlavní role (1.–7. řada), host (10. řada), 154 dílů, režisér - díl: „Freak“ |
| 2002      | Dámy nebo nedá mi?                            | Adam/Adina                 |                                                                             |
| 2002      | Kulečníkoví blázni                            | Danny                      |                                                                             |
| 2003      | Special                                       | Fred Molinski              |                                                                             |
| 2003      | Player$                                       | Sám sebe                   | díl: „Charlie's Angels“                                                     |
| 2003      | Dům naruby                                    | Todd Gendler               |                                                                             |
| 2004-2005 | Jackie Chan Adventures                        | Drago (hlas)               | 11 dílů                                                                     |
| 2005      | Prokletí                                      | Kyle                       | nebyl uveden v titulcích                                                    |
| 2005      | Rychlý Stripes                                | Ruffshodd (hlas)           |                                                                             |
| 2005      | It's Always Sunny in Philadelphia             | Colin                      | díl: „Gun Fever“                                                            |
| 2005-2006 | Teen Titans                                   | Kid Flash                  | 2 epizody                                                                   |
| 2007      | Jako zamlada                                  | Kip                        |                                                                             |
| 2007      | Cutlass                                       |                            | krátkometrážní film                                                         |
| 2007      | Dragonlance: Draci podzimního soumraku        | Tanis Half-Eleven (hlas)   |                                                                             |
| 2008      | Shear Love                                    |                            | krátkometrážní film                                                         |
| 2008      | PG Porn                                       | Charlie Brown              | 2 díly                                                                      |
| 2009      | Fudgy Wudgy Fudge Face                        | Carly Carl                 |                                                                             |
| 2009      | Nenazvaný rodinný pilot                       | Derek                      | neprodaný pilotní díl                                                       |
| 2009      | Batman: Odvážný hrdina                        | Deadman (hlas)             | díl: „Dawn of the Dead Man!“                                                |
| 2010      | Father of Invention                           | Eddie                      |                                                                             |
| 2010      | Ghild                                         | Brauly Gullivan            | krátkometrážní film                                                         |
| 2010      | Brother's Justice                             | Dwayne Sage                |                                                                             |
| 2011      | Catch .44                                     | Brandon                    |                                                                             |
| 2011      | Pretend Time                                  | Steen Airies               | díl: „PETA Not on Set“                                                      |
| 2011-2012 | Breaking In                                   | Dutch Nilbog               | 8 dílů                                                                      |
| 2012      | Liga spravedlivých: Zánik                     | Barry Allen / Flash (hlas) |                                                                             |
| 2012      | Naboř a ujeď                                  | Gil Rathbinn               |                                                                             |
| 2014      | Back in the Day                               | Jim Owens                  | také režisér, scenárista a výkonný producent                                |
| 2015–2016 | Impastor                                      | Buddy Dobbs                | hlavní role, 20 dílů                                                        |
| 2015      | Justice League: Throne of Atlantis            | Vedoucí (hlas)             |                                                                             |
| 2017      | Strážci Galaxie Vol. 2                        | Martinex T'Naga            |                                                                             |
| 2017      | Typical Rick                                  | Mark                       | díl: „Mr. Gaybar“                                                           |
| 2017      | Hunted                                        | Vypravěč                   | 7 dílů                                                                      |
| 2018      | The Neighbor                                  | Scott                      |                                                                             |